# Beretta 92
La Beretta 92 (conosciuta anche nelle varianti Mod. 96 e 98) è una pistola semi-automatica a chiusura geometrica con blocco oscillante di tipo Walther, camerata per le cartucce 9 mm Para, immagazzinate in un caricatore bi-filare (da cui il numero del modello, 9 e 2), progettata nel 1972 e costruita (dal 1975) nella Fabbrica d'Armi Pietro Beretta, Italia.

## Storia

### Le origini e lo sviluppo
Nel secondo dopoguerra la Beretta cominciò a mettere a punto una pistola semiautomatica per uso militare e di polizia che andasse a sostituire la Beretta Mod. 34 in 9 mm corto, la quale funzionava solo in singola azione e che diventò obsoleta per usi di pubblica sicurezza già 30 anni dopo. Il disegno fu quello della Beretta Mod. 1951 (o M51, M951 e varianti), ottima pistola con chiusura stabile, camerata per la più potente cartuccia 9 mm Parabellum, ma che vide poco servizio nei corpi italiani di Polizia, Carabinieri e Militari. Così la più stretta discendente fu la Beretta 92, con la stessa struttura, la stessa meccanica di funzione e anch'essa camerata in 9 Para, con un caricatore bi-filare da 15 cartucce, da cui deriva la sigla: 9 mm disposto su 2 file. La 92 funziona in azione mista, quindi sia in singola che in doppia azione, permettendo di sparare il colpo camerato con il cane disarmato, premendo il grilletto e senza intervenire manualmente sul carrello; la sicura manuale era inizialmente incernierata sul fusto dell'arma, poi spostata sulla parte finale del carrello (all'otturatore), bloccando la catena di scatto ed il carrello e permettendo di avere il cane armato, il colpo in canna e la sicura inserita. Il bottone di sgancio del caricatore era posizionato nella parte inferiore dell'impugnatura, sul lato sinistro (per chi impugna l'arma) e fu poi spostato vicino al grilletto.
La pistola venne presentata alle Autorità che dovevano fornire una nuova arma da fianco alle forze di polizia. Furono richieste alcune modifiche: in particolare si richiese che, inserendo la sicura, il cane potesse essere "abbattuto" in modo da avere in mano un'arma con il colpo in canna, con il cane non armato e pronta al fuoco; venne richiesto anche di spostare la leva della sicura dal fusto al carrello. Nacque la Beretta Mod. 92 S. L'arma poteva essere portata con il colpo in canna e con il cane abbattuto. Azionando la sicura, si causava l'abbattimento del cane; questo non colpiva la coda del percussore, in quanto lo stesso era diviso in due parti poste in asse tra di loro: il percussore vero e proprio, che colpiva l'innesco della cartuccia, ed un impulsore che, colpito dal cane, causava l'azionamento del percussore e la partenza del colpo. L'impulsore, infatti, è contenuto nel cilindro di rotazione della sicura; in questo modo, azionando la sicura viene fatto ruotare anche l'impulsore, sottraendolo così all'azione del cane. Togliendo la sicura, l'arma era pronta al fuoco in "doppia azione" e poteva essere portata addosso in tutta sicurezza.
Fu data in dotazione alla Polizia di Stato ed ai Carabinieri verso la metà degli anni 1970, nonché al reparto Incursori della Marina Militare Italiana. Nel 1978 venne adottata dall'Esercito Italiano.
L'arma, nel corso degli anni e con l'esperienza maturata durante l'uso, venne modificata in alcuni particolari: fu spostato il pulsante di sgancio del caricatore dalla base dell'impugnatura alla base del ponticello del grilletto, in posizione quindi più ergonomica. La tacca di mira fu resa leggermente più alta e larga, per permettere una più agevole acquisizione rapida del bersaglio; inoltre fu inserita una sicura automatica al percussore che, in caso di forte impatto dell'arma con il cane armato, impedisse a questo di colpire la coda del percussore e causare così la partenza accidentale del colpo camerato; tale sicura automatica viene disattivata esclusivamente dal movimento del grilletto. Fu inoltre posizionata una leva di sicura anche sul lato destro dell'arma, fissata stabilmente al cilindro di rotazione della sicura posta a sinistra e solidale con essa, per permettere un facile utilizzo ai tiratori mancini.
Da queste modifiche scaturì una nuova serie: la Mod. 92SB, i cui i primi modelli degli anni Ottanta vennero commercializzati in Italia.
È divenuta universalmente conosciuta dopo essere stata adottata dall'Esercito USA, in sostituzione della pistola Colt M1911, come arma da fianco per i soldati degli Stati Uniti, venendo però adottata nella variante Beretta M9.
In Italia, nel mercato civile, è stata commercializzata come Modello 98FS. Tale variante era prodotta in calibro 9×21 anziché 9×19. Dal 1º febbraio 2022 il divieto di commercializzazione di armi corte in calibro 9×19 è caduto  e quindi la 92FS è disponibile anche per il mercato civile. Attualmente la Beretta produce in Italia, per il mercato civile, sia la 92FS che la 98FS.
Le pistole della "serie 92" sono prodotte e commercializzate in tutto il mondo in vari calibri e configurazioni, e affiancano gli altri modelli della casa gardonese. È ancora oggi ritenuta un'arma di riferimento nel settore difesa militare e civile; essa rimane invece poco apprezzata nel settore del tiro sportivo, a causa dei dispositivi contro lo sparo accidentale, che ne rendono poco agevole l'uso in poligono: scatto troppo lungo, sicura sul carrello.
Il sistema di azione mista (doppia/singola) è stato in parte abbandonato per l'avanzata nel segmento di mercato della serie 92 di modelli caratterizzati da cane interno in parziale, ma perenne tensione, con una sola azione sempre del medesimo peso, avente una durezza inferiore a una doppia azione tradizionale.
Nella 92 e nei modelli analoghi, il primo tiro, salvo che si armi manualmente il cane, è in doppia azione (e dunque peculiarmente duro) e solo dal secondo tiro si fruisce di un'azione morbida. Resta indubbio che lo scotto di una maggior complicazione per il primo colpo, scotto che si paga appunto ove si adotti il sistema tradizionale tipico della serie 92, viene ampiamente ripagato in termini di maggior sicurezza rispetto ai sistemi a singola azione.

## Modelli

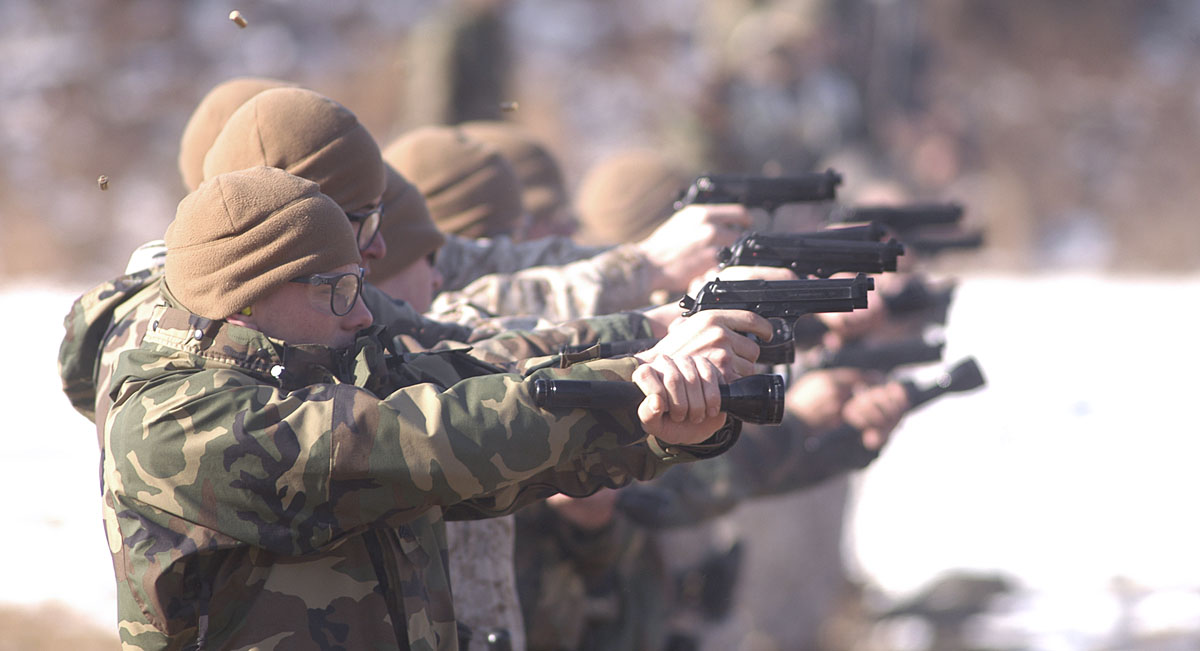
Un gruppo di Marine si addestra con la Beretta M9, variante americana della Beretta 92

La Beretta 92 è una evoluzione dei precedenti modelli della casa italiana, a partire dall'estetica del carrello aperto tipo Beretta M34, che diventerà uno stile amato ed inconfondibile, ma soprattutto della meccanica della Beretta M51, dalla quale ha ripreso il sistema di chiusura ed altri particolari.
La Beretta 92 è stata costruita in quattro diverse configurazioni (FS, G, D, e DS) e camerata per quattro cartucce:
- modello 92 in 9 × 19 mm Parabellum
- modello 96 in .40 Smith & Wesson
- modello 98 F e FS in 9 × 21 mm IMI (dove vietato il 9 Para, fino al 2022)
- modello 98 SB e 99 in 7,65 × 21 mm Parabellum

### 92
Circa 5.000 esemplari del modello 92 (il primo modello della serie) furono costruite tra il 1975 e il 1976. Come arma era un'evoluzione del precedente modello assegnato ai corpi di polizia, la   Beretta M51. Impiegava un caricatore bifilare a presentazione monofilare da 15 cartucce, ma del precedente modello conservava la sicura, la quale consisteva in un alberino che bloccava il cane nella sola posizione di armato.
Su specifiche, il modello 92 non venne adottato e venne modificato nel modello S (sicura), che presentava una sicura a levetta, svolgente una triplice funzione (disassava il perno del percussore dal percussore stesso, abbatteva il cane in completa sicurezza, abbassava la leva di collegamento disconnettendo il grilletto dal gruppo scatto).

### 92S
A seguito di specifiche inoltrate alla Beretta da alcuni corpi di polizia, il modello 92 venne modificato aggiungendo una sicura sul carrello con funzione di abbatticane. Questa pistola fu adottata in Italia dalla Polizia di Stato e dall'Esercito Italiano. Innovativa per alcuni versi, per altri presentava alcune pecche. In primis pareva pensata per soli tiratori destri, in quanto la leva della sicura era sulla sinistra del carrello otturatore e quindi facilmente manovrabile dalla stessa mano che impugnava per un tiratore destro, mentre richiedeva l'ausilio della mano debole per i tiratori mancini, così come il pulsante di sgancio del caricatore che era posto sulla parte sinistra bassa dell'impugnatura.
Presentava inoltre un altro difetto, che ne determinò poi la sostituzione: il percussore, alloggiato nella culatta otturatore e reso elastico da una molla antagonista, non aveva alcun sistema di blocco, il che determinava che, se l'arma con la cartuccia camerata fosse caduta a terra su superficie dura con il vivo di volata esattamente perpendicolare al suolo e da una altezza di circa un metro, l'energia cinetica accumulata dal percussore sarebbe stata distribuita sullo stesso, vincendo la resistenza della molla antagonista, arrivando così alla efficace percussione dell'innesco. Fu sostituita dal modello 92 SB (Sicura Bivalente o Sicura Bilaterale).

### 92SB
Disegnata nel 1980 per partecipare al concorso della US Air Force, da cui fu poi adottata, la Beretta modificò il precedente modello aggiungendo la leva di sicura e abbatticane su entrambi i lati del carrello, e aggiungendo una "sicura automatica" al percussore. Dalla 92SB deriva un modello compatto chiamato 92SB Compact, con carrello e canna accorciati.
Di fatto particolarmente sicura e maneggevole (leva della sicura presente su entrambi i lati del carrello e pulsante di sgancio del caricatore reversibile spostato sull'impugnatura all'altezza del ponticello del grilletto), ha presentato un unico inconveniente: una particolare rottura del carrello otturatore, solitamente all'altezza dei recessi che presenta in corrispondenza del vivo di culatta della canna, poteva fare arrivare in faccia all'operatore la parte di otturatore staccatasi (si parla di circa tre casi accaduti).
Venne così modificata con un sistema molto semplice e alquanto ingegnoso: venne ingrandita la testa del perno del cane sino a farla fuoriuscire dalle guancette, ricavando sulla corrispondente parte del carrello otturatore una fresatura, che permetteva lo scorrimento di questa parte maggiorata. Una eventuale rottura del carrello avrebbe determinato un grippaggio dello stesso sulle guide di scorrimento quando la sua corsa fosse andata oltre la fresatura di scorrimento. Questa modifica venne adottata sul nuovo modello 92 FS (Full Security) ed è inserita anche nelle "vecchie" SB, che dopo revisione vennero riassegnate al personale. La modifica non venne però fatta, per limiti di materiale, sul modello Compact, o Type M, determinandone la progressiva sostituzione.
I principali conflitti dove è stata usata sono:
- Operazioni antiguerriglia nelle Filippine
- Guerra in Iraq
- Invasione statunitense dell'Afghanistan

### 92F
Iniziata la produzione nel 1984 La Beretta modificò ulteriormente il modello 92 SB aggiungendo le seguenti modifiche:
- Uniformate le componenti dell'arma per renderle intercambiabili con le varianti del Modello 92.
- Modificato il profilo del ramo anteriore della guardia del grilletto e l'aggiunta di un supporto zigrinato nella sua metà inferiore per l'appoggio dell'indice.
- Modificato il profilo anteriore della impugnatura.
- Modificata la base del caricatore, in lega leggera, per raccordarsi all'impugnatura.
- Cromatura dell'anima della canna per migliorare la resistenza alla corrosione.

### 92FS

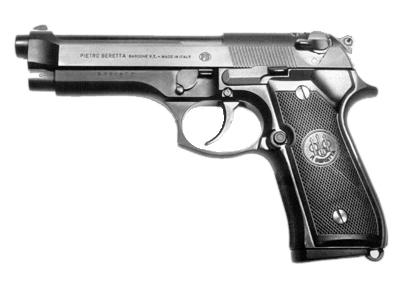
Pistola Beretta 92 FS

Ultima evoluzione della Beretta 92F: su espressa richiesta delle forze armate americane, viene aggiunta una sicurezza passiva per evitare che la parte posteriore dell'otturatore, in caso di una sua rottura, possa andare a colpire in volto l'operatore. La sicurezza passiva consiste nell'allargamento della testa del perno del cane e in una fresatura di parte della zona inferiore sinistra dell'otturatore: in caso di una sua rottura completa la parte posteriore, una volta che la sua corsa supera la lunghezza della fresatura, ruota verso destra e si "pianta" sul fusto.
FS = Testualmente Full Security Doppia/singola azione, sicura manuale ambidestra con dispositivo di abbattimento cane, svincolo del grilletto dal gruppo di scatto, rotazione della parte posteriore del percussore. Sicura automatica sul percussore.
In Italia viene utilizzata da: Guardia di Finanza, Arma dei Carabinieri, Esercito Italiano, Marina Militare, Aeronautica Militare, Polizia di Stato, Polizia Penitenziaria, Corpo militare della Croce Rossa Italiana e Corpo Militare dell'ACISMOM.

### 92G
Una versione leggermente modificata della 92F, dalla quale si differenzia per la leva della sicura con la sola funzione abbatti-cane, a ritorno automatico in posizione di tiro.
Col nome PAMAS G1 è stata adottata dalla Gendarmerie nationale nel 1987, dall'Armée de l'air nel 1992, dall'Armée de terre e Marine nationale nel 1999.

### 92X Performance
la pistola 92X Performance è progettata appositamente per le gare di Tiro dinamico avendo come obiettivi la velocità e la precisione. Rispetto alla progenitrice M9A3 ha il fusto in acciaio tipo Vertec, ha una impugnatura ridotta, il carrello rinforzato tipo Billennium ed è stato adottato uno scatto match riprogettato per soddisfare le esigenze dei tiratori IPSC. Al progetto hanno collaborato i campioni IPSC Eduardo De Cobos e Roberto Vezzoli.

### Introduzione dei polimeri
Dal 1992 la Beretta cominciò a produrre modelli 92 con parti in polimeri per ridurre il peso complessivo dell'arma e in parte i costi di produzione. Le parti realizzate in polimeri in alcuni lotti di produzione sono: grilletto, leve sicura, asta guida molla, portacorreggiolo ed elevatori e basi dei caricatori.

## Varianti
La Beretta 92 è disponibile in numerosi varianti, le cui principali sono in termini del differente munizionamento:
- modello 92 in 9 mm Parabellum
- modello 96 in .40 S&W
- modello 98 in 9 × 21 mm IMI (commercializzato solo in Italia dove il 9×19mm era vietato fino al 01/02/2022)
- modello 98 in 7,65 × 21 mm Parabellum (commercializzato prima che fosse disponibile la versione 9 × 21)

Inoltre la 92 è costruita nel modello Steel-I e Elite-II con carrello rinforzato, fusto in acciaio e finiture speciali e nel modello Brigadier, progettato su specifica del Immigration and Naturalization Service USA, con otturatore ridisegnato e rinforzato.

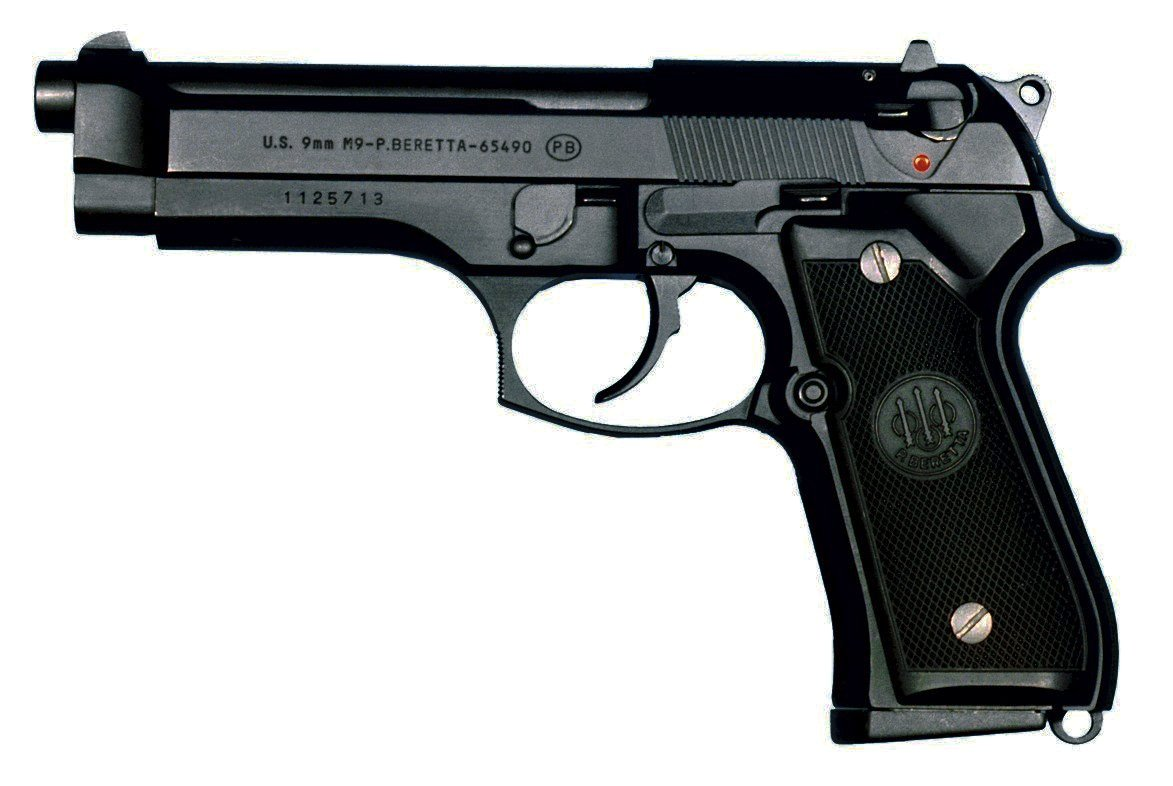
Una Beretta M9

### M9
- Beretta M9 è una pistola semiautomatica in calibro 9mm×19 prodotta dalla Beretta USA per le forze armate USA a partire dal 1985 in sostituzione della Colt M1911. Per legge (negli United States of America) le forniture di armi all'esercito USA prevedono appunto che la fabbricazione avvenga nel territorio degli Stati Uniti, permettendole di controllarne la produzione.

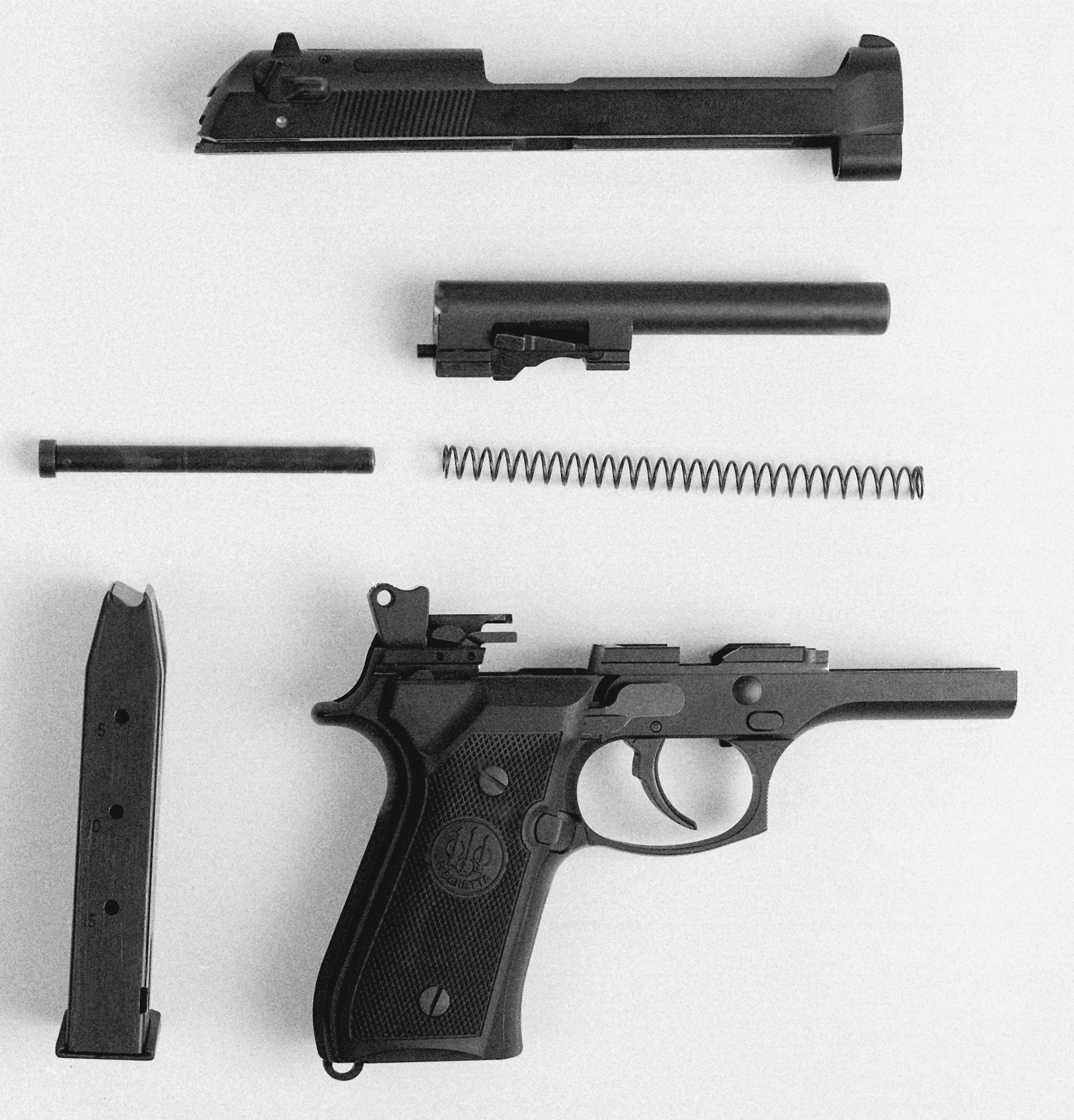
Beretta M9 smontata

### M9-A1
- Beretta M9A1, adottata dal corpo dei Marines. che differisce dal precedente modello 92FS per la presenza del castello tipo SD (Special Duty) con slitta Picatinny per laser e torce e un caricatore resistente alla corrosione della sabbia.

### M9-A3
- La Beretta M9A3 presenta alcune semplici innovazioni rispetto alle precedenti versioni quali l'impugnatura dritta definita "vertec" più simile a quella classica della Colt M1911, la slitta Picatinny già presente sulla M9A1 con tre slot anziché uno, e la canna già filettata in modo da per poter montare un soppressore di suono (dove legale) o un compensatore.[5]

Beretta 93R

### 93R
- Variante della 92 introdotta nel 1977, viene prodotta per sparare anche brevi raffiche di 3 colpi, dove il suo nome 93R deriva proprio da questa funzione: calibro 9 mm con 3 colpi a Raffica. Presenta un selettore di fuoco col quale decidere la ripetizione dell'arma, a colpo singolo (semiauto) o a raffica (auto), ed è dotata di una mini impugnatura pieghevole anteriore, per migliorarne la stabilità durante le raffiche. Questo modello fu riservato alle sole forze speciali con funzioni di polizia anti-terrorismo attuata in Italia negli "anni di piombo".

### 98FS
- Beretta 98FS, del tutto identica alla 92FS ad esclusione della canna camerata per la 9 × 21 mm IMI.

## Configurazioni
- FS (standard): versione corrente della Beretta 92, adottata dall'esercito USA come modello M9.
- G (solo leva abbatticane): versione creata per la Gendarmerie nationale, la leva della sicura funziona come "abbatticane" e poi torna in posizione di tiro, e inoltre la canna è leggermente più corta rispetto agli altri modelli.
- D (doppia-azione): variante D.A.O. in sola doppia-azione, senza leva sicura.
- DS (doppia azione con sicura): variante in sola doppia-azione con leva sicura.

## Caricatori
Il caricatore della pistola 92 contiene 15 colpi nel modello in 9 mm. Serbatoi ridotti a 10 colpi sono prodotti per mercati in cui la legge impone tale limite, ad esempio in alcuni Stati USA come la California.
Esistono anche caricatori da 17 colpi 9 mm o anche da 20, questi ultimi creati per la 93R, variante a raffica controllata della 92, come esisteva già il precedente modello Beretta M51R. Sono diffusi sul mercato USA caricatori 9 mm da 30 colpi.

## Licenze

### La Beretta 92 brasiliana
La Taurus, un'azienda brasiliana, produce su licenza la Beretta 92 con il nome di PT-92 Pistola Dupla Açao dal 1984 e le esporta sui mercati civili europeo e americano.

### La Beretta 92 sudafricana
Diverse pistole di questo tipo furono esportate in Rhodesia e nel Sudafrica, che le produsse anche su licenza come Z-88. L'arma è ancora in uso presso l'esercito sudafricano.

## Curiosità

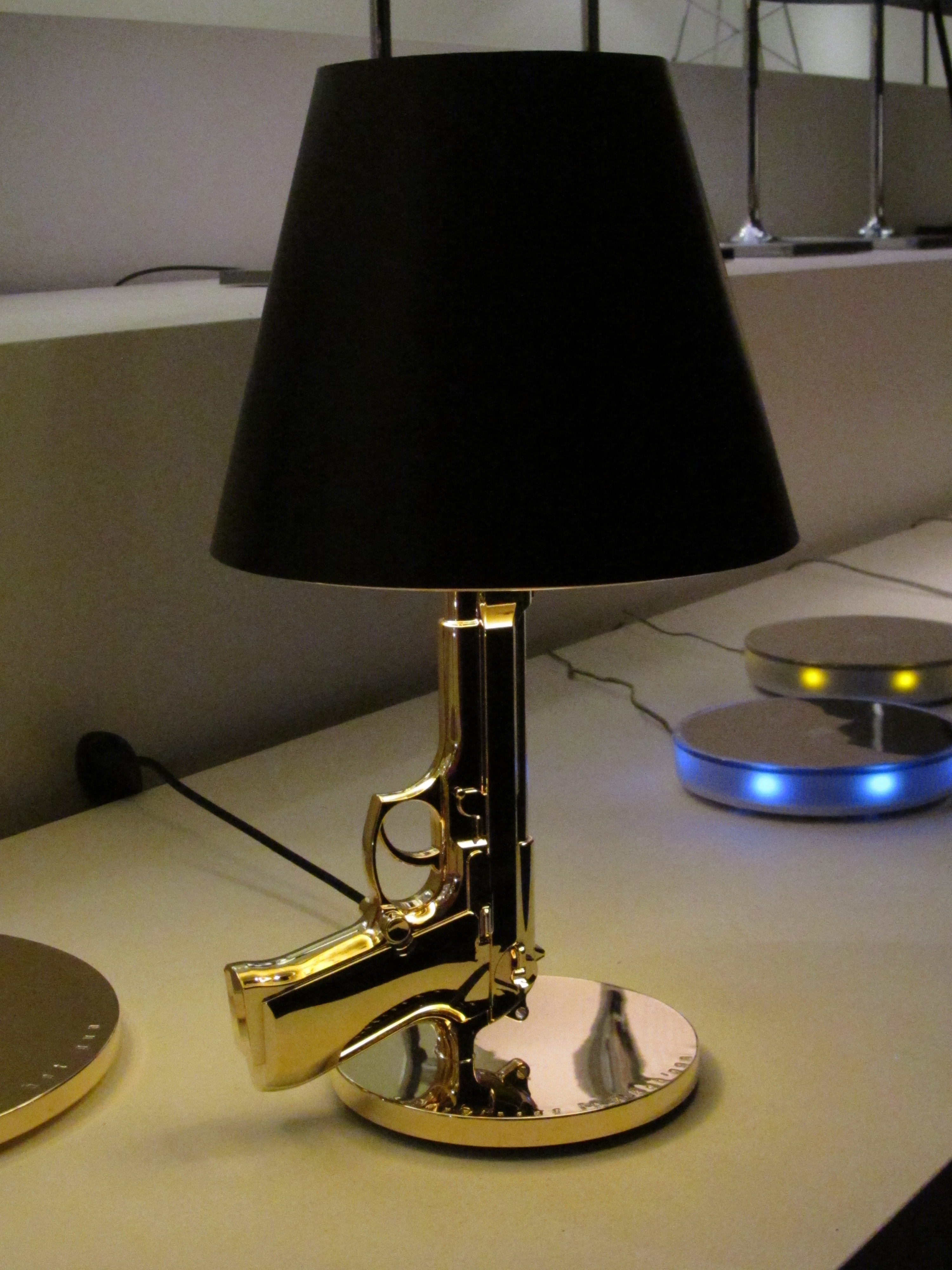
La lampada Gun realizzata dall'azienda italiana FLOS, partendo da una riproduzione della Beretta 92

- Questa pistola è stata usata anche come tratto distintivo della lampada d'arredamento Gun, ideata dal designer Philippe Starck e prodotta dall'azienda FLOS, come denuncia nei confronti del mercato delle armi.
- È venduta come souvenir al museo Kalashnikov di Izhevsk come "la pistola più venduta al mondo".
- Nel film Equilibrium di Kurt Wimmer il protagonista, il Cleric John Preston, utilizza una coppia di Beretta 92: queste armi, che nel film sono equipaggiamento d'ordinanza del "Tetragrammaton" (una sorta di incrocio tra un ordine monastico-marziale ed una polizia di regime omnipotenziaria) presentano un lungo e particolare compensatore sulla canna, che le ha rese una vera icona nel mondo della fantascienza e delle armi, nonché altri accessori e caratteristiche puramente scenici, come la possibilità di fare fuoco a raffica.
- In tutti e 4 i film della saga cinematografica di Arma letale, interpretata da Mel Gibson e Danny Glover dal 1987 al 1998, Martin Riggs (Mel Gibson) utilizza una Beretta 92F.
- Viene usata anche da Bruce Willis nei primi tre film di Die Hard dal 1988 al 1995.
- La pistola è anche conosciuta nel cinema per i film di John Woo dove viene usata spesso dai protagonisti, un esempio è A Better Tomorrow del 1986, uno dei primi film dove fa la sua comparsa nelle mani degli attori Cinesi Chow Yun-fat e Ti Lung.
- Viene usata nei primi due videogiochi della trilogia di Max Payne dall'omonimo protagonista.
- Nel videogioco Tom Clancy's Rainbow Six: Siege l'operatrice difensiva brasiliana Caveira usa una versione modificata caratterizzata da un silenziatore artigianale come prolungamento della canna,
- Nei videogiochi Call of Duty 4: Modern Warfare e Call of Duty: Modern Warfare 2 è disponibile come arma primaria con il nome di m9.
- Nei videogiochi Far Cry 5 e Far Cry 6 è disponibile come arma secondaria con il nome M9.